# Montemayor de Pililla
Montemayor de Pililla é um município da Espanha na província de Valladolid, comunidade autónoma de Castela e Leão, de área 59,24 km² com população de 1019 habitantes (2007) e densidade populacional de 17,49 hab/km².

## Demografia
| Variação demográfica do município entre 1991 e 2004 | Variação demográfica do município entre 1991 e 2004 | Variação demográfica do município entre 1991 e 2004 | Variação demográfica do município entre 1991 e 2004 |
| --------------------------------------------------- | --------------------------------------------------- | --------------------------------------------------- | --------------------------------------------------- |
| 1991                                                | 1996                                                | 2001                                                | 2004                                                |
| 1111                                                | 1085                                                | 1044                                                | 1036                                                |